# 枫丹 (奥布省)
方丹（法語：Fontaine，法語發音：[fɔ̃tɛn] ⓘ）是法国奥布省的一个市镇，位于该省东部略偏南，属于奥布河畔巴尔区。

## 地名
“方丹”（fontaine）意为“泉”。法语地名通名在“枫丹白露”（Fontainebleau）等少数拥有传统译名的地名中译作“枫丹”，不过在《世界地名翻译大辞典》、《世界地名译名词典》和《法国地图册》等主流地名译名类书籍资料中多译作“方丹”。

## 地理
方丹（48°12'48"N, 4°42'54"E）面积5.68 平方千米，位于法国大東部大區奥布省，该省份为法国中北部省份，北起马恩省，西接塞纳-马恩省，西南至约讷省，东南至科多尔省，东临上马恩省。
与方丹接壤的市镇（或旧市镇、城区）包括：巴罗维尔、奥布河畔巴尔、巴耶勒、库维尼翁。
方丹的时区为UTC+01:00、UTC+02:00（夏令时）。

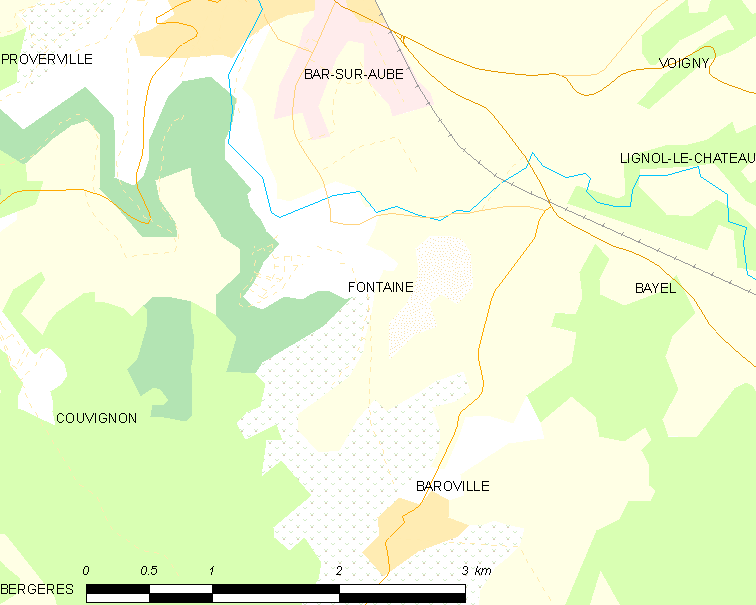
方丹的OSM定位图

## 行政
方丹的邮政编码为10200，INSEE市镇编码为10150。

## 政治
方丹所属的省级选区为奥布河畔巴尔县。

## 人口

1962-2008年间方丹人口变化图示

方丹于2022年1月1日时的人口数量为247人。